# Dorotea-Risbäcks församling
Dorotea-Risbäcks församling är en församling i Södra Lapplands kontrakt i Luleå stift. Församlingen omfattar hela Dorotea kommun i Västerbottens län. Församlingen ingår i Södra Lapplands pastorat.

## Administrativ historik
Församlingen bildades 2006 genom sammanslagning av Dorotea församling och Risbäcks församling.
Församlingen utgjorde till 2015 ett eget pastorat för att därefter ingå i Södra Lapplands pastorat.

## Kyrkor
- Avasjö kapell
- Dorotea kyrka
- Höglands kapell
- Ljusets kapell
- Ormsjö kapell
- Risbäcks kyrka